# Miguel Alejandro Gutiérrez
Miguel Alejandro Gutiérrez Galindo (Sayula, Jalisco, 2 de diciembre de 1974) es un exfutbolista y entrenador mexicano; se desempeñaba como defensa central.
Es padre de las también futbolistas Jaidy Gutiérrez y Jana Gutiérrez.

## Trayectoria
Debutó en la Primera División de México con los Potros de Hierro del Atlante, el 11 de abril de 1999, enfrentando a Club Santos Laguna en el Estadio Corona, en partido correspondiente a la Jornada 13 del Invierno 1999; los Alviverdes vencieron 4-2 a los Potros.
En el Apertura 2002 fue transferido a Jaguares de Chiapas, donde fue titular indiscutible por los primeros tres torneos del equipo; después alternó con Petroleros de Salamanca y Jaguares B, equipos filiales de los chiapanecos en la Primera División A. 
Fue fichado por el Irapuato para la Temporada 2008-2009, convirtiéndose en capitán y pieza importante del equipo Fresero. Jugó para Club de Fútbol Indios en el Clausura 2011. Se unió a los Leones Negros de cara a la Temporada 2011-2012. Con los Melenudos puso fin a su carrera al concluir el Apertura 2012.

## Clubes

### Futbolista
| Club                             | País   | Año           | Partidos | Goles |
| -------------------------------- | ------ | ------------- | -------- | ----- |
| Atlante                          | México | 1999-2002     | 54       | 4     |
| Jaguares de Chiapas              | México | 2002-2008     | 64       | 0     |
| Petroleros de Salamanca (Cárnet) | México | 2005-2007     | 45       | 4     |
| Jaguares B (Cárnet)              | México | Apertura 2007 | 16       | 1     |
| Irapuato                         | México | 2008-2009     | 61       | 4     |
| Club de Fútbol Indios            | México | Clausura 2011 | 9        | 0     |
| Leones Negros                    | México | 2011-2012     | 26       | 0     |

Incluye: Ascenso, Liga, Copa Mx y Pre-Libertadores. 

### Partidos y goles
| Competencia                | Partidos | Goles |
| -------------------------- | -------- | ----- |
| Primera División de México | 126      | 4     |
| Liga de Ascenso de México  | 142      | 9     |
| Copa México                | 6        | 0     |
| Pre-Libertadores           | 1        | 0     |
| Total                      | 275      | 13    |